# Praia da Figueira (Portugal)
Praia da Figueira
A Praia da Figueira é uma praia na freguesia de Budens, município de Vila do Bispo, Algarve, em Portugal. Está localizada a oeste da Praia da Salema.
O acesso por automóvel implica deixar o carro a cerca de 900m da praia, sendo o posterior acesso pedonal feito através de um trilho estreito que percorre um vale com encostas verdejantes, áreas de pinhal e afloramentos rochosos calcários onde se avistam grutas. A praia é muito tranquila e tem um ar isolado do mundo. Existe no lado nascente uma ruína de uma fortificação do século XV.
Não tem equipamentos de apoio.